# Deathtrap
Deathtrap is een Amerikaanse filmkomedie uit 1982 onder regie van Sidney Lumet.

## Verhaal
Clifford Anderson is een toneelauteur en hij heeft pas zijn eerste toneelstuk Deathtrap geschreven. Hij vraagt aan de schrijver Sidney Bruhl zijn mening over het stuk. Bruhl vindt het toneelstuk wel aardig, maar hij vertelt dat niet aan Anderson. Hij wil het scenario zelf gebruiken, omdat zijn recentste toneelstuk een flop was.

## Rolverdeling
| Acteur                 | Personage         |
| ---------------------- | ----------------- |
| Michael Caine          | Sidney Bruhl      |
| Christopher Reeve      | Clifford Anderson |
| Dyan Cannon            | Myra Bruhl        |
| Irene Worth            | Helga ten Dorp    |
| Henry Jones            | Porter Milgrim    |
| Joe Silver             | Seymour Starger   |
| Tony DiBenedetto       | Burt              |
| Al LeBreton            | Knappe acteur     |
| Francis B. Creamer jr. | Dominee           |
| Stewart Klein          | Zichzelf          |
| Jeffrey Lyons          | Zichzelf          |
| Joel Siegel            | Zichzelf          |
| Jenny Lumet            | Nieuwsjongen      |
| Jayne Heller           | Actrice           |
| George Peck            | Acteur            |